# Charles Nganfouomo
Charles Nganfouomo (ur. 1960) – kongijski polityk, pełnomocnik premiera ds. decentralizacji.

## Życiorys
Charles Nganfouomo urodził się w 1960 roku. Jest absolwentem Uniwersytetu Mariena Ngouabi na wydziale administracji. W latach 1989–1991 był sekretarzem generalnym departamentu Niari. Od 1991 do 1995 był podprefektem (fr. sous-préfet) okręgu Mossaka, a przez kolejne dwa lata sekretarzem generalnym departamentu Cuvette. Od 1999 do 2002 pracował jako dyrektor gabinetu ministra zdrowia, a następnie był dyrektorem biura przewodniczącego Komisji Spraw Zagranicznych i Współpracy ze Zgromadzeniem Narodowym (fr. Président de la commission affaires étrangères et coopération à l’Assemblée Nationale).
Nganfouomo jest krajowym ekspertem ds. walki z ubóstwem oraz wykładowcą na Université Marien Ngouabi. Od 30 kwietnia 2016 roku jest pełnomocnikiem premiera ds. decentralizacji pełniąc funkcję ministra-delegata przy ministrze spraw wewnętrznych i decentralizacji. W wyborach parlamentarnych w 2017 roku został wybrany deputowanym do Zgromadzenia Narodowego z list Kongijskiej Partii Pracy z okręgu Etoumbi.

## Życie prywatne
Nganfouomo jest żonaty, ma siedmioro dzieci.